# 北城街道 (朔州市)
北城街道，是中华人民共和国山西省朔州市朔城区下辖的一个乡镇级行政单位。

## 行政区划
北城街道下辖以下地区：
马邑路社区、北关路社区、开发路社区、建设路社区、西兴街社区、古北西街社区、古北东街社区、府南社区、府西社区、市府社区、东兴街社区、北关村和小村。